# Шахин
Шахин (на гръцки: Εχίνος, Ехинос) е село в Западна Тракия, Гърция в дем Мустафчово.

## География
Селото се намира на южните склонове на Родопите. Разположено е в долината на река Куручай. През селото минава пътят от Ксанти за Рудозем.

## История
Според легендата, селото е основано от Лала Шахин паша през 1360-те и за това носи неговото име.
Село Шахин се споменава в османски регистър на чаушите от средата на 16 век, участвали във военни походи, като участниците са посочени поименно. В документа се посочва и продукцията на селото, както и броя домакинства – 23 и още 18 неженени. Всичките посочени носят мюсюлмански имена.
В края на 19 век Стою Шишков преминава през Шахин и пише за селото:
| „ | Въ нѣкои отъ тия села, каквото е напр. Шеинъ, помакинитѣ жени, па и малкитѣ момиченца, грижливо гледать да завриятъ лицето си при срѣщата на всѣки мѫжъ, билъ той едновѣрецъ, или иновѣрецъ. Срѣщнешъ ли случайно на пѫтя помакиня, ако нѣма какъ да се отдалечи на доста почетно разстояние отъ тебе и те отмине, безъ да успѣешъ да я видишъ, то тя ще обърне тѣлото си гърбомъ и ще гледа добрѣ да заврие лицето си съ фереджето, или тестемелътъ си. Стане ли ти нужда да я запиташъ нѣщо, напр. пѫтьтъ кѫдѣ отива, или пѫтници срѣщнала ли е, тя ще мълчи и нѣма да ти проговори ни дума. Въ такъвъ случай прѣдъ тебе си виждашъ една безмълвна статуя и нищо повече. Ако повторишъ питането си и ако се случи нѣкоя по-стара помакиня, може и да те нагруби и заплаши съ викване на мѫжа ѝ отъ ближния колибакъ. ... Нѣвои помашки села въ южнитѣ склонове и въ приполскитѣ села сѫ достигнали до едно истинско благосъстояние и то прѣдимно отъ тютюневото производство. Тъй напр. селото Шеинъ, състоеще повече отъ 200 кѫщи, прѣдставлява чисто и просто едно градче съ своитѣ двуетажни и триетажни варосани кѫщи, съ постлани съ калдаръми улици, красиви каменни чешми, кавенета, мечети и др. и съ добрѣ облѣчено и здраво население. Въ байрямскитѣ дни особено ярко изтъква не само завидното състояние на Шеинци, но и тѣхното богатство, когато и малкитѣ помакинчета се натруфятъ съ обшита съ сърма прѣмѣна и нанизи съ златни монети. | “ |

Според Любомир Милетич към 1912 година Шахин е помашко село в Даръдерската каза. От 1912 г. селото заедно с цяла Беломорска Тракия e България.
Само за година след като Беломорието става част от България до средата на ноември 1914 г. български инженерни бригади изработват първият регулационен план и прилагат върху терена уличната и дворната регулация на селото. В 1920 територията е дадена от Антантата на Гърция, след 21 години на 20 април 1941 г. българският суверенитет е възстановен, но с миринят договор от 1947 г. Гърция получава пак територията. Според Патриарх Кирил към 1943 година в селото има 417 семейства с 1975 души-помаци.
Селото е посетено от гръцкия министър на външните работи Дора Бакояни по време на обиколката ѝ в Западна Тракия.

## Личности
- Хафъз Софологиотатос Джемали (р. 10 март 1937) - син на хафъз Идриз Меджиш, завършва теология в Медина и от 16 декември 1985 година е мюфтия на Гюмюрджина.[8]